# Robert Cena
Robert Cena (17. ledna 1863 Morawsko – 13. prosince 1945) byl rakouský politik polské národnosti z Haliče, na konci 19. století poslanec Říšské rady.

## Biografie
Profesí byl zemědělcem. Sám byl synem rolníka. Vychodil národní školu a pak sloužil čtyři roky v armádě, z níž odešel v hodnosti poddůstojníka. Naučil se dobře německy. Byl aktivní i veřejně a politicky. Od mládí patřil mezi přátele duchovního a agrárního aktivisty Stanisława Stojałowského. Stejně jako Stojałowski se i Cena zapojil do organizování rolnického hnutí. Pořádal schůze a voličská shromáždění. Publikoval v tisku.
Byl i poslancem Říšské rady (celostátního parlamentu Předlitavska), kam usedl ve volbách do Říšské rady roku 1897 za kurii venkovských obcí v Haliči, obvod Jarosław, Cieszanów atd. Ve volebním období 1897–1901 se uvádí jako Robert Cena, zemědělec, bytem Morawsko, pošta Jarosław.
Ve volbách roku 1897 je uváděn coby kandidát tzv. Stojałowského skupiny (podle politika Stanisława Stojałowského), Šlo o Křesťansko-lidovou stranu (Stronnictwo Chrześcijańsko-Ludowe).